# 네사 바렛
네사 바렛(Nessa Barrett, 2002년 8월 6일 ~ )은 미국의 싱어송라이터이다. 2019년 TikTok을 통해 이름을 알리기 시작해, 2020년 7월 데뷔 싱글 "Pain"을 발매하며 음악 활동을 시작했다. 2021년 9월 10일 데뷔 EP Pretty Poison 을 발매했으며, 싱글 "I Hope Ur Miserable Until Ur Dead"를 통해 데뷔 최초로 빌보드 핫 100 차트에 입성했다.

## 음반 목록

### 정규 음반
- Young Forever (2022)

### EP
- Pretty Poison (2021)
- Hell Is a Teenage Girl (2023)